# Stenodryas pallidata
Stenodryas pallidata là một loài bọ cánh cứng trong họ Cerambycidae.